# Le réveil (Gonzalès)
Le réveil (Nederlands: Ochtendontwaken) is een schilderij van de Franse kunstschilderes Eva Gonzalès, gemaakt in 1876, olieverf op doek, 81,5 × 100 centimeter groot. Het toont een jonge vrouw die dromerig voor zich uitkijkt in haar bedstede, geschilderd in een losse impressionistische stijl, in opvallend lichte pasteltinten. Het bevindt zich sinds 1960 in de collectie van de Kunsthalle Bremen.

## Context
Gonzalès studeerde bij Édouard Manet en Charles Chaplin. De losse stijl van Manet, die het midden houdt tussen realisme en impressionisme, is duidelijk herkenbaar in haar werken, maar ook het romantisch sentimentalisme van Chaplin keert regelmatig terug, met name in haar thematiek en in haar weergave van vrouwen. Le réveil is hiervan een exemplarisch voorbeeld. Door de verbinding te maken met het impressionisme, toevoeging van suggestieve elementen, de delicate uitwerking en een persoonlijk vrouwbeeld, overstijgt haar werk echter de pathetische dweperigheid die doorgaans kleefde aan vergelijkbare schilderijen uit de toenmalige sentimentalistische school van Chaplin en de zijnen.

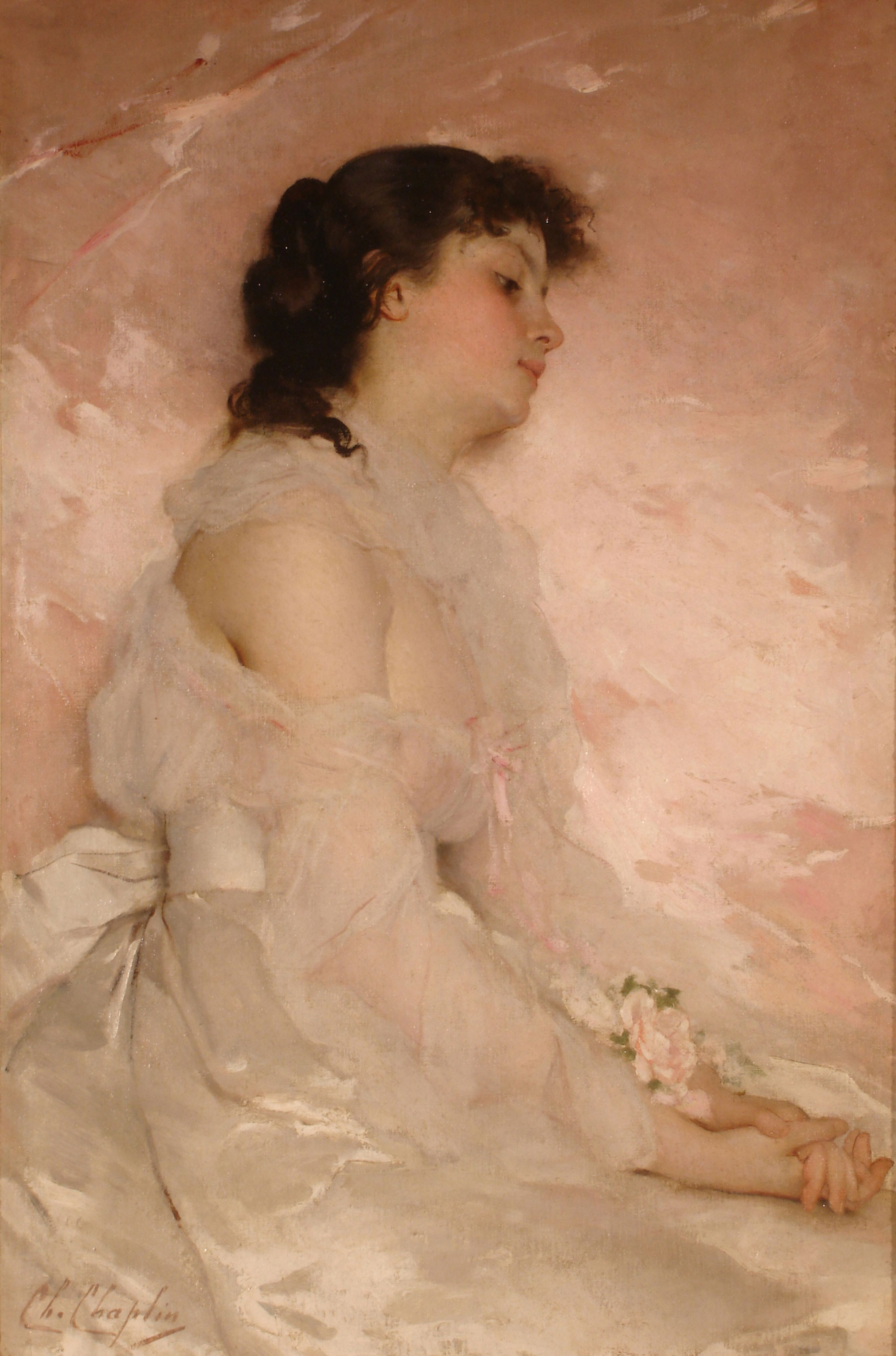
Rêverie, vergelijkbaar thema door Chaplin.

## Afbeelding
Le réveil toont een tijdloos beeld van een mooie jonge vrouw in een weelderige bedstee, hetgeen een welgestelde afkomst suggereert. Het model is Gonzalès' zus Jeanne In een volledig ontspannen pose droomt ze wat voor zich uit (Gonzalès' vrouwen zien de toeschouwer nooit in de ogen). Klaarblijkelijk heeft ze eerder liggen lezen en mijmert ze nog wat na. Het boek, symbool voor innige gevoelens, ligt op het nachtkastje. Ernaast staat een bosje blauwe viooltjes, suggererend dat er wellicht een minnaar is. De geur van viooltjes werd in de negentiende eeuw echter ook wel geassocieerd met bescheidenheid, hier wellicht wijzend op een zekere deugdzaamheid. Iedereen mag zelf invullen waaraan ze ligt te denken. Een amoureuze invulling ligt voor de hand.
De compositie van Le réveil is zorgvuldig opgezet in grote vlakken. Er is een afgewogen evenwicht in voor- en achtergrond. In de uitwerking gebruikt Gonzalès heldere, lichte tinten. Het verzadigde wit van de jurk en het beddengoed, dat ze in diverse tonen varieert, overheerst. Bij eerste beschouwing lijkt het bijna een aquarel. Bewust wordt getracht een intieme sfeer te creëren, waarmee ze aanhaakt bij een romantische, in zekere zin ook feminiene grondgedachte: de vrouw in haar eigen wereld.

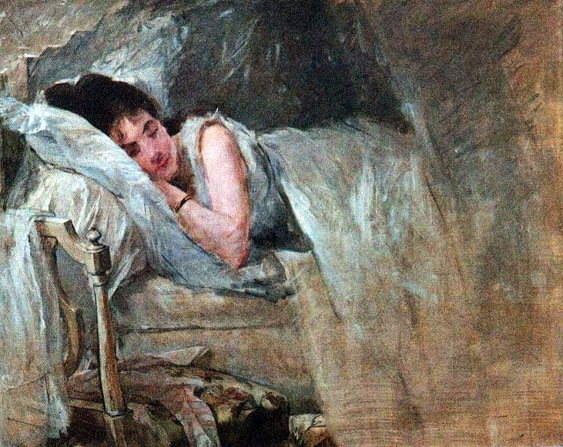
Le sommeil, 81 × 100 cm, privécollectie, pendant, mogelijk studie voor Le reveil

Opmerkelijk is Gonzalès' benadrukking van de sensuele vrouwelijkheid van het model. Anders echter dan bij veel van haar mannelijke collega's uit die tijd vervalt zij echter niet in eroticisme, maar onderstreept de delicate fijnheid van een alledaags tafereel, zonder zich daarbij te richten op de huishoudelijke en moederlijke aspecten van het leven. Het kan opgevat worden als een vorm van vrouwelijk zelfbewustzijn, precies zoals ook Gonzalès zelf bekendstond, als een van de weinige vrouwen binnen een toen nog vrijwel geheel door mannen gedomineerde schilderswereld.

## Pendant
Gonzalès schilderde in dezelfde periode nog een sterk gelijkende versie van het schilderij, in dezelfde afmetingen, onder de titel Le sommeil (De slaap). Deze versie wordt doorgaans gezien als een pendant van Le réveil, maar zou ook een studie geweest kunnen zijn, gezien de aanzienlijk snellere en toch ook grovere uitwerking. Le sommeil bevindt zich thans in een particuliere collectie.